# 10373 MacRobert
10373 MacRobert eller 1996 ER är en asteroid i huvudbältet som upptäcktes 14 mars 1996 av den amerikanske astronomen Dennis di Cicco i Sudbury. Den är uppkallad efter Alan MacRobert.
Asteroiden har en diameter på ungefär 3 kilometer.